# 택지
택지(宅地)는 주거, 상업, 공업단지 등의 용도로 이용되고 있거나 이용 목적으로 조성된다.

## 같이 보기
- 한국토지주택공사
- 택지개발
- 토지